# Остин (Индијана)
Остин (енгл. Austin) град је у америчкој савезној држави Индијана.

## Демографија
По попису из 2010. године број становника је 4.295, што је 429 (-9,1%) становника мање него 2000. године.
| Група             | 2000.         | 2010.         |
| Белци             | 4.614 (97,7%) | 4.124 (96,0%) |
| Афроамериканци    | 3 (0,1%)      | 14 (0,3%)     |
| Азијати           | 9 (0,2%)      | 10 (0,2%)     |
| Хиспаноамериканци | 72 (1,5%)     | 89 (2,1%)     |
| Укупно            | 4.724         | 4.295         |